# Cerkiew Măzărache
Cerkiew Măzărache (rum. Biserica Măzărache) – cerkiew w Kiszyniowie, wzniesiona jako świątynia prawosławna, od 1955 r. pozostająca w jurysdykcji eparchii kiszyniowskiej i całej Mołdawii Rosyjskiej Prawosławnej Cerkwi Staroobrzędowej. Najstarszy zabytek architektury w Kiszyniowie. Położona na obszarze dawnego kiszyniowskiego Starego Miasta, na wzniesieniu nad Bykiem.

## Historia
W XVII w. na miejscu, gdzie znajduje się świątynia, wznosiła się starsza cerkiew lub ufortyfikowany monaster. Prawdopodobnie obiekt ten został zniszczony w czasie jednego z tatarskich najazdów na tereny dzisiejszego Kiszyniowa. Na wzgórzu, na którym wznosi się świątynia, przetrwały ślady najstarszego cmentarza w Kiszyniowie (XV-XVI w.). Cerkiew Măzărache została natomiast wzniesiona w połowie XVIII stulecia - w źródłach podawana jest najczęściej data 1752, rzadziej 1742 lub 1757 r.. Daty te mają charakter orientacyjny i tradycyjny, gdyż budynek po raz pierwszy jest wzmiankowany w źródłach pisanych w 1789 r. Fundatorem świątyni był kupiec, a następnie burmistrz Kiszyniowa Vasile Măzărache. Cerkwi nadano początkowo wezwanie świętych Joachima i Anny. W 1802 r. wskutek trzęsienia ziemi zawaliła się wieża cerkiewna. Po 1812 r. świątynia została przebudowana i zmieniła wezwanie na Narodzenie Matki Bożej. Na przełomie XVIII i XIX w. przy cerkwi powstała jedna z pierwszych szkół elementarnych w Kiszyniowie, której fundatorem również był Măzărache. 
W 1838 r. kolejne trzęsienie ziemi ponownie uszkodziło budowlę. Po tym wydarzeniu zewnętrzne mury cerkwi wzmocniono przyporami. W 1841 r. do wnętrza wstawiono nowy ikonostas. W tym samym stuleciu do budynku dostawiono przedsionek, zaś w 1914 r. poszerzono okna w dzwonnicy. W latach 1935–1936 we wnętrzu budynku wykonano nowe freski, ponownie też odremontowano cały obiekt, a 14 października 1936 r. został on powtórnie konsekrowany. W 1940 r., po wkroczeniu wojsk radzieckich do Kiszyniowa, cerkiew została zaadaptowana na magazyn, co doprowadziło do poważnych uszkodzeń. W tym roku dodatkowe zniszczenia budynku wywołało trzęsienie ziemi. W latach 1942–1943 r., gdy Besarabia ponownie była pod kontrolą Rumunii, cerkiew została przywrócona do użytku liturgicznego i odremontowana.
Po II wojnie światowej władze radzieckie planowały rozbiórkę cerkwi. Ostatecznie jednak w 1954 r. obiekt został przekazany wspólnocie staroobrzędowej (lipowanom), jako rekompensatę za świątynię tego obrządku, która została zniszczona podczas poszerzania Centralnego Promienia (ob. bulwar Grigore Vieru). Nowi gospodarze obiektu dobudowali od strony przedsionka dwa odrębne wejścia dla mężczyzn i kobiet. Dom parafialny przy świątyni stał się od 2005 r. siedzibą staroobrzędowego biskupa kiszyniowskiego i całej Mołdawii. Cerkwi nadano też nowe wezwanie Opieki Matki Bożej.
W 1993 r. obiekt otrzymał status pomnika historii.

## Architektura
Cerkiew Măzărache została wzniesiona na planie trójkonchowym. Posiada jedną wydłużoną nawę i dwie boczne półkoliste absydy boczne oraz półkoliście zamknięte pomieszczenie ołtarzowe, a także dobudowany w XIX w. przedsionek na planie kwadratu. Budowla jest orientowana. Nad przedsionkiem położona jest dwukondygnacyjna dzwonnica. Dekoracja zewnętrzna cerkwi ogranicza się do fryzu poprowadzonego poniżej gzymsu.